# 그런데 최순실은?
#그런데_최순실은?은 2016년 10월 경부터 트위터 및 여타 SNS상에서 전개된 해시태그 운동이다. 최순실의 국정개입 의혹이 본격적으로 최대 이슈에 오르기 전부터 트위터 등지의 SNS상에서 확산됐다.

## 배경
해시태그는 SNS 등에서 관련 콘텐츠를 묶어주는 역할을 하며, 사용자들이 관심 있는 주제의 콘텐츠를 쉽게 찾을 수 있도록 도와준다. 키보드에 있는 ‘#’ 기호를 누르고 띄어쓰기 없이 단어나 문구를 쓰면 해시태그가 되며, 클릭하면 해당 해시태그가 포함된 콘텐츠가 모두 표시된다.
‘#그런데_최순실은?’ 달기 운동은 2016년 10월부터 시작됐다. 미르재단과 K스포츠 재단에 최순실이 깊이 관여하였다는 한겨레의 보도 이후 박근혜 정부의 비선 실세에 대한 의혹이 커져갔으나, 정부 측은 사실무근이라며 일축하던 시기였다.
특히 10월 초부터 국정감사가 열리면서 최대 현안인 미르재단과 K스포츠재단 의혹과 관련해, 새누리당이 전방위적인 증인 채택 거부 공세를 펼치면서 제대로 규명되기 어려울 것이라는 우려가 제기되었다. 10월 7일 여야가 합의한 미르·케이스포츠재단 의혹 관련 증인은 4개 상임위원회에서 총 8명에 불과했으며, 최순실과 차은택 등 핵심증인은 모두 빠졌다. 피감기관 소속의 기관 증인과 달리 일반증인은 국감 일주일 전 채택해야 하는 규정 때문에, 10월 14일까지  국감이 끝나는 대부분의 상임위에서는 사실상 의혹과 관련한 더 이상의 증인 채택이 불가능해진 상태였다.
또 10월 5일 국회 국방부 국정감사에서는 방송인 김제동의 과거 방송 내용을 문제 삼으면서 논란이 불거졌는데, 백 의원이 김제동을 국정감사 증인으로 신청하면서 김제동을 국감에 나오도록 해야 한다는 주장이 나왔고, 여야 간의 설왕설래가 이어졌다. 이에 미르재단과 케이(K)스포츠재단 의혹 등 최순실과 차은택 감독 등과 관련한 문제는 뒷전으로 밀려났다는 비판이 더더욱 일었다.

## 전개

### 발단
2016년 10월 7일 오전 8시 34분, SBS CNBC의 김형민 PD가
자신의 페이스북에서 “모든 포스팅 끝에 해시태그를 붙이자”는 포스트를 게시하면서 이 운동이 시작되었다. 김 PD는 포스트에서  “지금 정부 여당의 모든 관심은 ‘최순실 가리기’가 아닐까 한다”면서, “김제동이 거짓말을 했네 안 했네가 이슈가 되면서 교문위에서 최순실 차은택을 증인으로 부르자는 걸 결사 거부한 사실은 묻히고 있다”고 지적했다. 그러면서 “앞으로 모든 (SNS·사회관계망서비스) 포스팅 끝에 '#그런데최순실은?'붙이기 운동을 제안한다”고 취지를 밝혔다. 김 PD의 제안에 공감한 누리꾼들은 자발적으로 ‘#그런데최순실은?’ 해시태그 운동을 시작하였으며, 879명이 좋아요를 누르고 202명이 공유하면서 전국으로 퍼져나갔다.

### 여파
당일 조응천 더불어민주당 의원은 “(김형민 피디)님의 펄떡이는 아이디어에 경의를 표한다”며 페이스북에 올린 게시물에 ‘#그런데최순실은?’ 해시태그를 적어 동참했다. 박원순 서울시장, 가수 이승환, 배우 김의성도 당일에 참여했다. 7일 오후 6시에는 노컷뉴스가 운동에 동참하자는 제목의 기사를 출고하였고, 다음날인 10월 8일에는 한겨레도 유사한 기사를 내면서 SNS상에 급속도로 확산됐다.
이후 트위터, 블로그, 포털 사이트의 댓글 등지에서 이 해시태그를 이용해 최순실 의혹을 각인시키고 정부의 안일한 해명을 비판하려는 운동이 이뤄졌다. 특히 '모든 포스팅'이라는 원래 취지에 맞게, 정치와 관련된 글은 물론 최순실 의혹과 상관없는 글을 올리면서도 맨 끝에 '#그런데_최순실은?'을 붙이는 경향이 두드러지게 되었다. 여기에서 더 나아가 '#게다가차은택은?', '#그리고우병우는?' 같은 박근혜-최순실 게이트 관련 여타 핵심 인물을 붙이는 방식으로 진화해서 운동이 확산되었으며, 이후 박근혜-최순실 게이트의 파문으로 확대된 박근혜 대통령 퇴진 운동에서도 해시태그 방식만을 따와 #나와라최순실’ ‘#하야하라박근혜’ ‘#가자광화문으로’ 등의 변형 해시태그가 시위 현장의 피켓과 현수막 문구로 활용하는 계기가 되기도 했다.
'#그런데최순실은?' 해시태그 운동은 취지에 맞게 각 언론의 최순실 관련 보도로도 이어지는 효과를 냈다. 해시태그는 언론인들에게 최순실 씨 취재를 적극적으로 나서달라는 응원과 압박을 동시에 전달하였으며, 시민들이 끈질기게 해당 이슈를 부각시키며 언론은 이에 힘입어 지속적인 보도를 이어나가게 만드는 역할을 하였다는 시각도 존재한다.

## 평가
한국기독교교회협의회(NCCK) 언론위원회는 ‘10월의 주목할 시선’으로 ‘#그런데_최순실은?’ 해시태그 달기 운동을 선정했다. 또한 “주류미디어가 무시하는 정치이슈에 대해 SNS를 통해 적극적으로 참여하고 공유하므로 이슈를 생성하는 정치적 저항의 의미를 띠고 있다”며 “최순실 의혹을 잊지 말자는 국민들의 의지가 담겼고 일련의 성과도 거뒀다”고 말하기도 했다.
한편 '#그런데_최순실은?' 운동이 이토록 급속히 확산된 이유와 관련한 분석도 이어졌다. 경희사이버대학교 민영배 교수는 '잊지 말자'는 취지 자체에 주목했다. 그는 "이전에는 총기난사나 IS테러 등에 슬픔을 표시하면서 동조하는 글을 올리면서 해시태그를 다는 방식이었는데, 이번에는 '최순실 의혹'과 관계없는 글을 올리면서 해시태그를 다는 방식"이라면서 "게시글과 관계없이 해시테그가 붙는 새로운 양상"이라고 분석했다. 민 교수는 "이번 경우에는 일상에서도 잊지 말자는 딱 한가지"라면서
"잊기 않기 위해 계속 기억을 상기시키겠다는 그 목적에 충실하다 보니까 해시태그의 내용과 SNS에 올리는 게시글이 조응할 필요는 없어졌다"고 설명했다.
저항의 방식이 바뀌었다는 분석도 있었는데, 주류 미디어들이 최순실 관련 의혹을 무보도로 일관해서 SNS 이용자들이 여기에 반발 내지는 저항하는 수단으로 해시태그 달기 운동에 동참한다는 것이다. 동아대학교 신방과 김대경 교수는 "'#그런데최순실은?' 해시태그 운동은 주류미디어가 의도적이거나 비의도적으로 무시하는 주요 정치 이슈에 대해 이용자들이 적극적인 참여와 공유, 연결을 통해서 이슈를 생성,유포, 강화시키는 정치적 저항의 의미를 띠고 있다고 본다"고 말했다. 성공회대학교 신방과 최진봉 교수는 "SNS상에서 사회적으로 잊혀지거나 사회적으로 주목을 끌지 못하고 사장되어가는 이슈를 다시 이슈화하기 위한 방법으로 SNS에서 할 수 있는 운동이 해시태그운동"이라면서 "소극적인 정치참여운동"이라고 분석했다.
참여가 쉽기 때문이라는 분석도 있었다. 집회에 참석하거나 시위에 동참하기 위해서는 시간적 물리적으로 많은 노력을 필요로 하는데 해시태그 운동은 손쉽게 동참 할 수 있기 때문이라는 것이다. 최진봉 교수는 "많은 사람들이 동참하는 이유는 # 해시태그 달기 운동이 손쉽기 때문"이라면서 "적극적으로 집회에 나갈 수 없는 또는 꺼려지는 사람들이 마음속으로는 문제,가 있다는 생각을 갖고 있던 사안에 대해 소극적인 자기의사의 표현, 자기만의 방식으로 사회참여를 하는 형태라고 봐야 한다"고 분석했다. 더불어민주당 조응천 의원도 "이번 최순실 의혹 관련 사안은 드러난 것만 봐도 비선 실세의 대형 권력형 비리사건으로 보여지지만, 여당의 다른 이슈로 물타기, 국회법 악용으로 증인채택 회피, 검찰의 편파수사, 그리고 대다수 언론의 보도축소 및 무시 등으로 인하여 자칫 이번 이슈마저도 또 넘어갈까 저어되던 차에 기발하고도 큰 노력이 필요 없으며 위험도도 낮은 해시태그 캠페인에 열광하고 동참하는 것으로 보인다"고 설명했다. 민영배 교수도 "과거에는 주제와 벗어난 얘기를 하면서 해시태그를 달면 '왜 생뚱맞은 걸 올리냐고 핀잔을 줬겠지만 지금은 오히려 그런것들이 용인이 되고 아주 자연스러워 지는 새로운 양상"이라고 말했다.
민영배 경희사이버대 교수는 2014년 세월호 침몰 사고에 있었던 노란 리본 달기 캠페인 등의 이전 예시를 들며 "환경의 변화에 따라서 그 매체의 특화된 방식으로 어떤 이슈와 관련해서 동일한 의사를 가진 사람들을 모으고 그 이슈를 온라인으로 확산시키는 행동방식과 같다"고 풀이했다. 건국대 신방과 황용석 교수는 "해시태깅을 통해 이슈를 특징화하고 확산시켜 이슈 유통 및 확산이 용이하다"면서 "참여비용이 낮고 생활공간에세 사회문제에 개입하기 손쉬운 기술"이라고 설명했다.
한편 해시태그 달기를 처음 제기했던 김형민 PD는 오히려 답답하다는 심경을 피력하기도 했다. 김 PD는 "(최순실과 관련된) 지금까지 나온 의혹만으로도 예전같으면 이런 일(해시태그 달기) 없이도 정치권에서 특검이든 청문회든 무슨 진행이든 됐을 것"이라면서 "그런데 이렇게라도 해야 하나 싶은 마음이다. 그런 의혹을 놔두고 김제동 영창 얘기하는 나라가 참 한심스럽기도 하다"고 말했다.

## 같이 보기
- 가만히 있으라